# Nemoria latirosaria
Nemoria latirosaria är en fjärilsart som beskrevs av Richard F. Pearsall 1906. Nemoria latirosaria ingår i släktet Nemoria och familjen mätare. Inga underarter finns listade i Catalogue of Life.